# Sebastián Quirós
Sebastián Quirós Pulgar (Sabiote, 18 de mayo de 1962) es un biólogo y político español, en tres ocasiones diputado al Congreso.

## Biografía
Licencia en Biología, trabaja como técnico medioambiental. Miembro del Partido Socialista Obrero Español (PSOE), fue elegido diputado al Congreso en las elecciones generales de 2000 por la circunscripción de Jaén. Renovó el mandato en las siguientes dos convocatorias electorales, 2004 y 2008, estos dos mandatos durante la presidencia del gobierno de José Luis Rodríguez Zapatero. En su actividad como parlamentario, destacó su condición de portavoz de la Comisión de Medio Ambiente (2000-2004) y secretario de la misma en la legislatura siguiente (2004-2008), secretario primero de la Comisión de Ciencia e Innovación, vicepresidente primero de la Comisión Mixta Congreso-Senado para el Estudio del Cambio Climático (2009-2011) y ponente en seis proyectos de ley, la mayoría sobre temas medioambientales, y una proposición de ley para la declaración del Parque Nacional de las Islas Atlánticas.